# Ozeantrommel

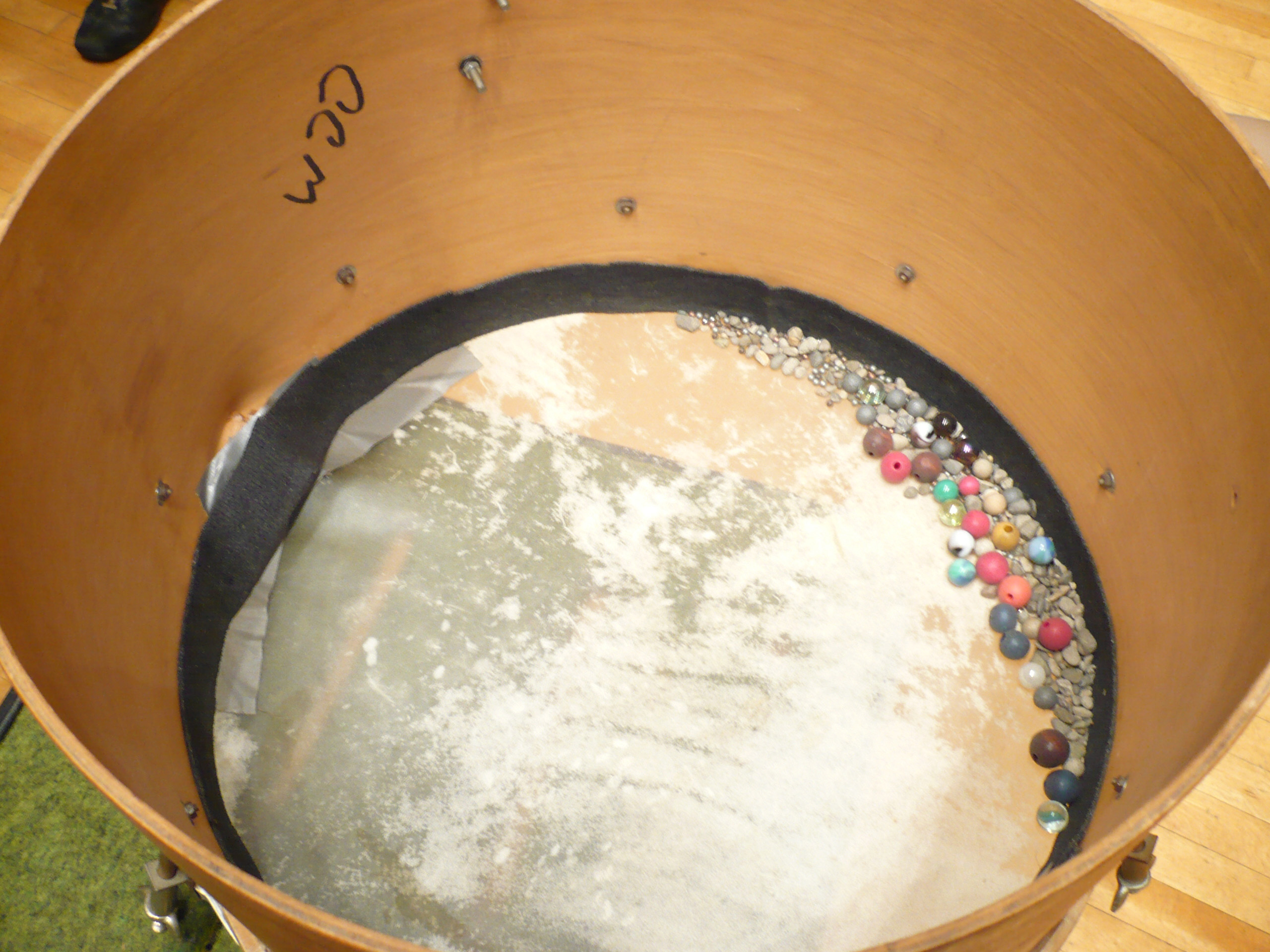
Ein Geophon, gebaut für die Erstaufführung in Ohio 2008 von Olivier Messiaens Des canyons aux étoiles...

Ozeantrommel (englisch ocean drum, französisch tambour d'océan), auch Geophon (englisch geophone, französisch géophone), ist eine Rasseltrommel, bei der kleine Rasselkörper durch langsame Bewegungen über eine ungefähr waagrecht gehaltene Membran rutschen oder rollen und so ein Geräusch erzeugen, das an Meeresbrandung erinnert. Für die klassische Musik machte der französische Komponist Olivier Messiaen das Perkussionsinstrument unter dem Namen géophone durch sein 1974 uraufgeführtes Werk Des Canyons aux étoiles... bekannt.

## Bauform
Die Ozeantrommel ist eine Form der Rasseltrommel, bei der die Rasselkörper wie bei einer Gefäßrassel im Innern eines Hohlkörpers eingeschlossen sind. Bei einer üblichen Rasseltrommel ist ein kreisrunder Rahmen beidseitig mit einer Membran bespannt und die rhythmisch bewegten Rasselkörper sind nicht sichtbar. Für das nicht rhythmische, sondern durch eine Schwenkbewegung der Ozeantrommel erzeugte Rauschen in langsam an- und abschwellenden Wellen sollte die Lage der Rasselkörper zu sehen sein. Ozeantrommeln bestehen daher wie eine Rahmentrommel aus einem kreisrunden Rahmen (Reifen), der am Boden mit der klingenden Membran bespannt ist. Die Oberseite ist entweder offen oder, damit die Rasselkörper bei zu starker Bewegung nicht herausfallen können, mit einer durchsichtigen Membran bespannt. 

## Herkunft und Spielweise
Olivier Messiaen setzte das Effektinstrument erstmals in Des canyons aux étoiles… („Von den Canyons zu den Sternen“) für Solo-Horn, Solo-Klavier und Orchester ein. Im Jahr 1973 beauftragte er den Pariser Instrumentenbauer M. Larivière mit der Konstruktion des Instruments nach seinen Vorgaben und kaufte es für 1200 Francs. Yvonne Loriod, Messiaens Frau und Pianistin der Uraufführung, erzählte, dass das Instrument bei der Autofahrt, bei der Messiaen und sie es aus der Werkstatt abholten, in jeder Kurve ein „herrliches Crescendo“ erzeugte. Dieses Instrument nahm der Komponist 1974 nach New York zur Uraufführung von Des canyons aux étoiles... und danach noch zu einigen weiteren Aufführungen des Werks mit.
Messiaen verwendete das Instrument noch einmal in seiner Oper Saint François d'Assise. Auch in Werken anderer Komponisten wird es verwendet, vor allem in größeren Orchesterbesetzungen mit umfangreicher Schlagzeugbesetzung.
Heute ist für diesen Rasseltrommeltyp anstelle von „Geophon“ häufiger die englische Bezeichnung ocean drum gängig, im Deutschen wurde daraus „Ozeantrommel“, seltener „Wellentrommel“ oder „Meerestrommel“. Das Instrument wird nicht nur zu künstlerischen, sondern auch zu pädagogischen und therapeutischen Zwecken verwendet.

## Werke, die eine Ozeantrommel verwenden (Auswahl)
- Olivier Messiaen: Des Canyons aux étoiles…, Saint François d'Assise
- Thomas Adès: Asyla[3], These Premises are Alarmed[4], The Tempest
- Jonathan Harvey: …towards a pure land[5]
- James MacMillan: The Sacrifice
- Nico Muhly: Dark Sisters[6]
- Liza Lim: The Compass[7], das Instrument ist bezeichnet als Ocean drum (geophone)
- Robert W. Smith: Songs of Sailor and Sea[8], das Instrument ist bezeichnet als Ocean drums
- Heinz Holliger: Lunea, Schneewittchen